# Here We Stand
| Críticas profissionais | Críticas profissionais |
| Pontuações agregadas   | Pontuações agregadas   |
| Fonte                  | Avaliação              |
| ---------------------- | ---------------------- |
| Metacritic             | 61/100                 |
| Avaliações da crítica  |                        |
| Fonte                  | Avaliação              |
| AbsolutPunk.net        | (77/100)               |
| Allmusic               | [ 4 ]                  |
| Blender                | [ 5 ]                  |
| Digital Spy            | [ 6 ]                  |
| LAUNCHcast             | [ 7 ]                  |
| NME                    | [ 8 ]                  |
| OMM                    | [ 9 ]                  |
| Pitchfork Media        | [ 10 ]                 |
| Rolling Stone          | [ 11 ]                 |
| Spin                   | [ 12 ]                 |

Here We Stand é o segundo álbum em estúdio da banda de rock escocesa The Fratellis ,lançado em 9 de junho de 2008, no Reino Unido e em 10 de junho de 2008, nos Estados Unidos, e foi seu primeiro lançamento na Island Records.
Here We Stand chegou a número cinco no UK Albums Chart em 15 de junho de 2008.Cada single lançado do álbum incluiu três B-Sides (exceto para "A Heady Tale", que incluiu apenas dois). Tell Me a Lie foi destaque no título do FIFA 09 da EA Sports, enquanto "My Friend John" estava em Forza Motorsport 3. O trabalho de voz nos comerciais foi fornecido por Karl Pilkington.

## Track listing
Todas as letras escritas por Jon Fratelli. 
| N.º | Título                                                          | Duração |  |
| 1.  | "My Friend John"                                                | 3:01    |  |
| 2.  | "A Heady Tale"                                                  | 4:53    |  |
| 3.  | "Shameless"                                                     | 3:56    |  |
| 4.  | "Look Out Sunshine!"                                            | 3:53    |  |
| 5.  | "Stragglers Moon"                                               | 4:31    |  |
| 6.  | "Mistress Mabel"                                                | 4:28    |  |
| 7.  | "Jesus Stole My Baby" (Em algum países essa faixa foi removida) | 4:24    |  |
| 8.  | "Babydoll"                                                      | 4:42    |  |
| 9.  | "Tell Me a Lie"                                                 | 3:58    |  |
| 10. | "Acid Jazz Singer"                                              | 4:22    |  |
| 11. | "Lupe Brown"                                                    | 5:27    |  |
| 12. | "Milk and Money"                                                | 4:41    |  |

| Edição deluxe |                         |         |  |
| N.º           | Título                  | Duração |  |
| 13.           | "Moriarty's Last Stand" | 4:11    |  |

| Versão Japonesa |                            |         |  |
| N.º             | Título                     | Duração |  |
| 14.             | "Nobody's Favourite Actor" | 4:01    |  |
| 15.             | "Ella's In the Band"       | 4:14    |  |

## Edição luxo
Bem como contendo o álbum inteiro em um CD com faixa bônus "Last Stand Moriarty", a edição de luxo também continha um DVD com o seguinte:
- The Year of the Thief (Documentary)
- Live from Abbey Road (contém "Mistress Mabel", "Flathead" e "Milk and Money")
- Vídeos de música (contém "Mistress Mabel" e "Look Out Sunshine!")
- Live at the Fillmore, San Francisco (contém cenas de concerto inteiro)

## Desempenho
| Tabela musical           | Melhor posição | Certificações |
| ------------------------ | -------------- | ------------- |
| Austrália Albums Chart   | 20             |               |
| Billboard 200            | 80             |               |
| Irlanda Albums Chart     | 13             |               |
| Reino Unido Albums Chart | 5              | Ouro          |
| Suíça Albums Chart       | 25             |               |